# Indépendance de Guayaquil
Guerre d'indépendance de l'Équateur
Batailles
m
Révolution de Quito (1809-1812)
- Paredones
- Verdeloma (1)
- Chimbo
- Mocha
- El Panecillo
- Ibarra (1)

Campagne de Guayaquil (1820-1821)
- Guayaquil
- Camino Real
- Huachi (1)
- Verdeloma (2)
- Tanizahua

Campagne de Quito (1821-1822)
- Yaguachi
- Huachi (2)
- Riobamba
- Pichincha

Rencontre de Guayaquil (26 juillet 1822)
Ibarra (2) (17 juillet 1823)
L’indépendance de Guayaquil est un processus indépendantiste qui a eu lieu le 9 octobre 1820 avec pour objectif de rompre les liens coloniaux existant entre le gouvernorat de Guayaquil (es) et l'Empire espagnol et qui a donné naissance à la Province Libre de Guayaquil. L'indépendance de Guayaquil marque le début de la guerre d'indépendance de la Real audiencia de Quito dans le contexte des guerres d'indépendance en Amérique du Sud. Parmi les facteurs les plus influents dans son déclenchement se trouve la volonté des créoles, qui avaient déjà un statut social et économique élevé, d'obtenir le pouvoir politique.
Dans l'historiographie traditionnelle équatorienne sont présentés comme des précédents de l'indépendance de la ville plusieurs soulèvements populaires comme la « Crise des Alcabalas » en 1592 ou « Rébellion des Estancos » en 1765. Toutefois ces évènements n'ont que peu à voir avec les réclamations indépendantistes de l'Espagne. Le premier soulèvement demandant un gouvernement créole de la Real audiencia de Quito fut celui du 10 août 1809, conduit par certaines catégories éclairées de la population Quito suivant les idées du héros Eugenio Espejo. Traditionnellement cet évènement est connu comme le « Premier Cri de l'Indépendance », cependant, les dirigeants de la cause n'ont jamais parlé d'indépendance mais d'une plus grande autonomie politique avec un respect de la métropole et la capitale de la vice-royauté. En effet, ils prêtèrent serment d'allégeance au roi Ferdinand VII, s'opposant ainsi à l'invasion des troupes françaises de Napoléon qui à l'époque menaçait l'Espagne et à la proclamation de Joseph Bonaparte comme le nouveau roi. Les troupes envoyées par le vice-roi du Pérou, José Fernando de Abascal y Sousa, dont dépendait alors de la Real audiencia de Quito, mirent fin à la résistance populaire le 8 novembre 1810.
Une des autres causes qui ont influencé de manière significative l'indépendance de Guayaquil furent les campagnes émancipatrices du nord de l'Amérique du Sud, dirigées par Simón Bolívar. Ces évènements ont sensiblement affaibli les forces espagnoles de l'Audiencia de Quito.
Les grandes figures de la révolution d'indépendance sont notamment le Dr José Joaquín de Olmedo, le héros José de Antepara (es), le militaire León de Febres Cordero y Oberto (es) et le général José de Villamil.

## Antécédents

### Premiers soulèvements dans la Real Audiencia de Quito

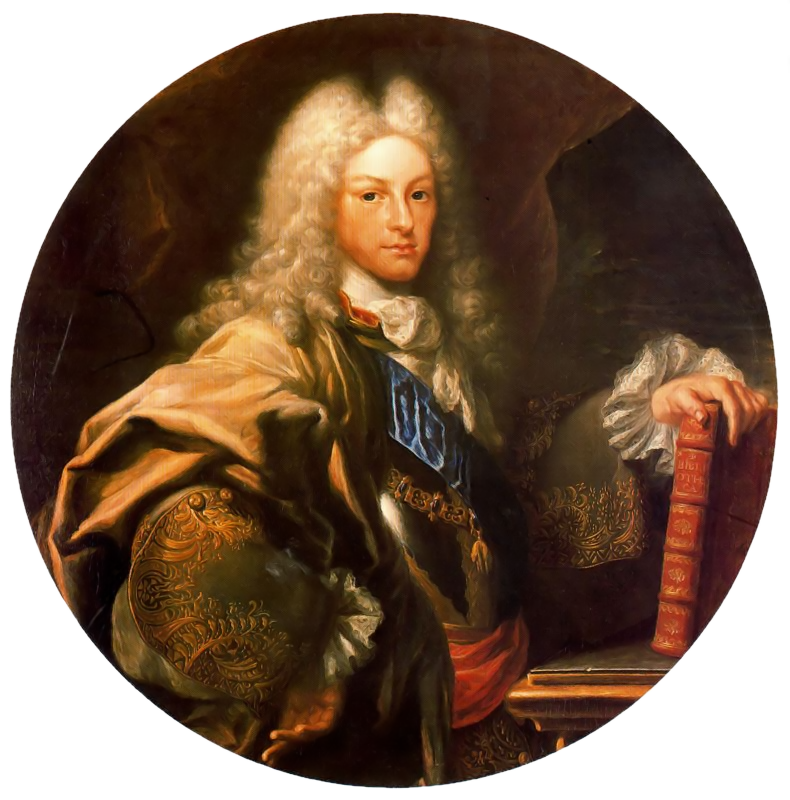
Felipe V, Roi d'Espagne.

À l'époque coloniale se produisent plusieurs rébellions contre le régime espagnol. Dans la Real audiencia de Quito a lieu entre juillet 1592 et avril 1593 la « Crise des Alcabalas », une confrontation entre les créoles soutenus par les cabildos et la Couronne qui défend les intérêts de l'audiencia. La principale raison de ces évènements est que les impôts alcabalas qui sont imposées aux créoles dans toute la Vice-royauté du Pérou mais dont les autochtones sont exemptés. La raison de ces taxes est le soutien des guerres coûteuses que l'Espagne livre dans le nord de l'Europe. Les troubles conduisent à des affrontements violents qui sont réprimés par une troupe envoyée par le vice-roi du Pérou. À la suite de ces soulèvements, les cabildos sont sanctionnés et l'autonomie dont jouissait la ville de Quito est diminuée.
Les changements politiques, administratifs et économiques, que mettent en œuvre les Espagnols en 1765, conduisent à un nouveau soulèvement connu sous le nom de « Rébellion des Estancos ». Le but de cette révolte est l'aspiration du peuple au retour d'un gouvernement décentralisé mis en œuvre auparavant par les monarques espagnols de la Maison de Habsbourg et les premiers monarques de la Maison de Bourbon, avec la participation des secteurs locaux dans les décisions de l'État. Le roi d'Espagne Philippe V, par voie d'ordonnance, a étatisé la production et la distribution d'aguardiente. Les rebelles protestent car la vente de ce produit avait été libéralisé en 1738. Cela renforce le pouvoir de l'élite créole.

### Rébellion quiteña du 10 août 1809

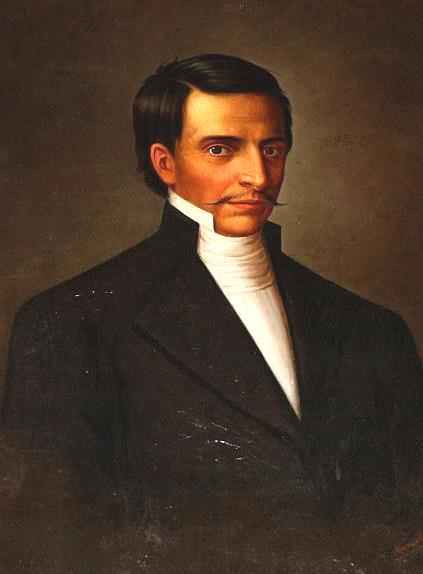
Eugenio Espejo.

Le Dr Eugenio Espejo commence à inculquer les premiers sentiments indépendantistes dans la société créole de Quito avec des publications telles que El Nuevo Luciano Quito et plus tard avec la création du journal Primicias de la cultura de Quito. Il est persécuté par les autorités espagnoles et emprisonné à plusieurs reprises.
L'un des plus influencés par Espejo est Juan Pío Montúfar (es), IIe marquis de Selva Alegre (es), qui, avec plusieurs autres quiteños éclairés comme Juan de Dios Morales (es) et Manuel Rodríguez de Quiroga, planifie le renversement du président de l'audience, Manuel Urriez, Ier conte de Ruíz de Castilla (es), avec le prétexte d'imiter le comportement que le peuple espagnol a adopté à l'époque pour rejeter les autorités qui avaient pris le parti de la nouvelle administration française et demeure fidèle au roi Ferdinand VII.
La révolution quiteña se produit le 10 août 1809 et établit rapidement la première constitution créole, qui libère la ville de Quito et sa province de la domination espagnole et de la dépendance administrative de Lima. Cependant, le caractère de la rébellion n'est pas indépendantiste car les chefs de la rébellion prêtent serment d'allégeance au roi d'Espagne, à l'image que plusieurs autres juntes qui se forment par la suite dans les pays voisins. La principale revendication est la mise en place d'un gouvernement créole à la tête de l'audience.
Presque un an plus tard, les forces envoyées par le vice-roi du Pérou rétablissent le contrôle Espagnol sur la ville le 2 août 1810. Il s'ensuit une forte répression sur la population de Quito qui se termine le 8 novembre de la même année. La plupart des dirigeants de la révolution sont tués par les troupes commandées par Toribio Montes.

## Contexte

### Idéalisme révolutionnaire et facteurs internationaux

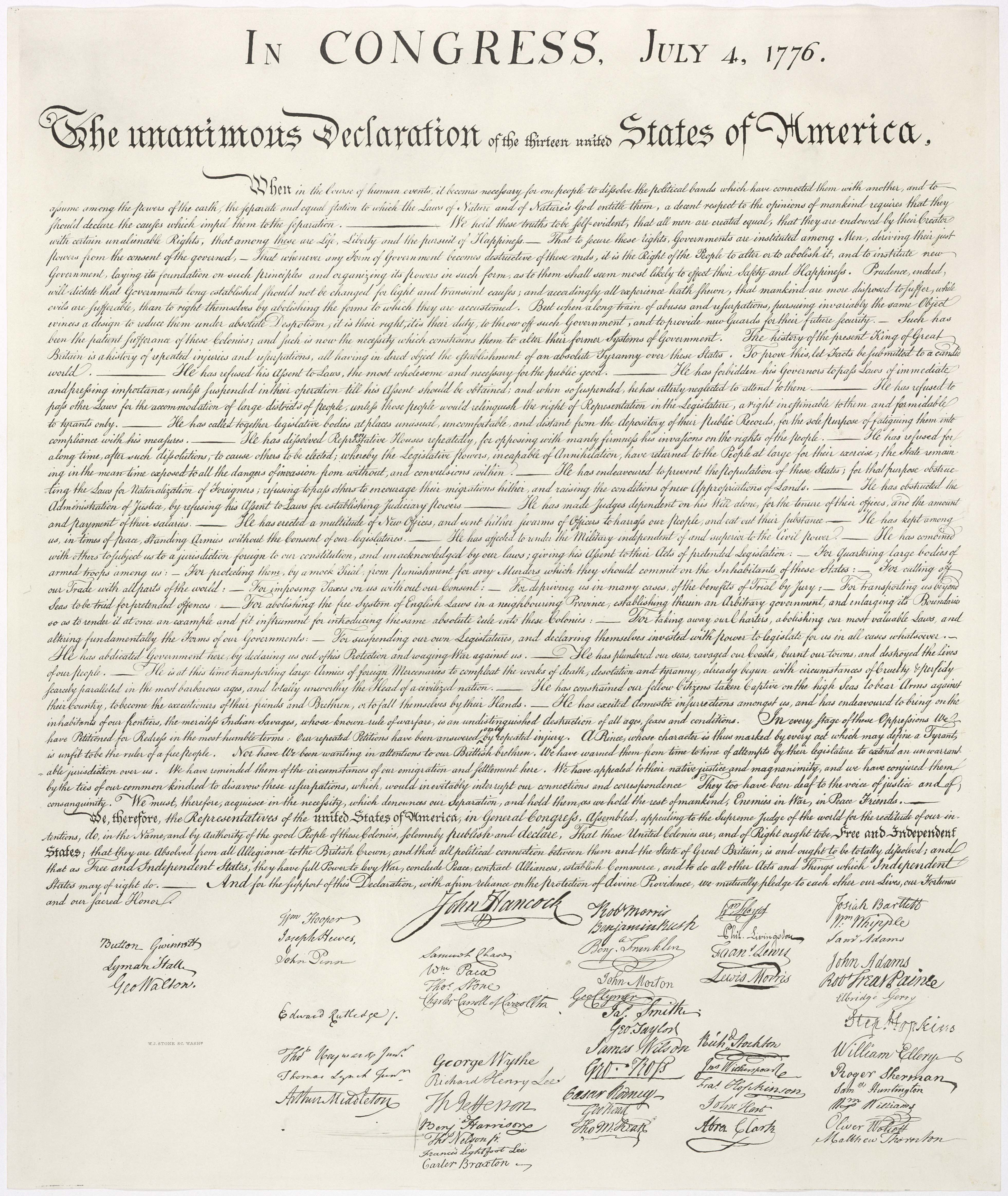
Déclaration d'indépendance des États-Unis.

Les idées révolutionnaires contre le colonialisme européen dans les Amériques commencent à prendre forme après la lutte pour l'indépendance des Treize colonies, au cours de laquelle l'Empire britannique connait une révolution qui commence en 1775 avec la formation d'armées continentales dirigé par George Washington, et se prolonge jusqu'en 1783, après la Déclaration d'indépendance des États-Unis en 1776.
L'indépendance américaine a des conséquences qui non seulement affectent les autres pays américains, mais ont un impact sur le continent européen, où la plupart des pays avaient des rivalités historiques, économiques et militaires. De fait, plusieurs autres empires européens ont aidé économiquement et militairement les révolutionnaires américains dans le but d'affaiblir les forces britanniques, générant ainsi une déstabilisation internationale de sa puissance. La conséquence européenne la plus immédiate de cette Révolution américaine est la Révolution française de 1789, à laquelle de nombreux français ayant combattu pour l'indépendance américain prennent part, à l'image de La Fayette.
Ces deux révolutions, tirant leurs idées des Lumières, agissent comme des exemples marquants parmi les peuples qui, sans forcément être opprimés, aspirent à la liberté.

### Guerres d'indépendance en Amérique du Sud

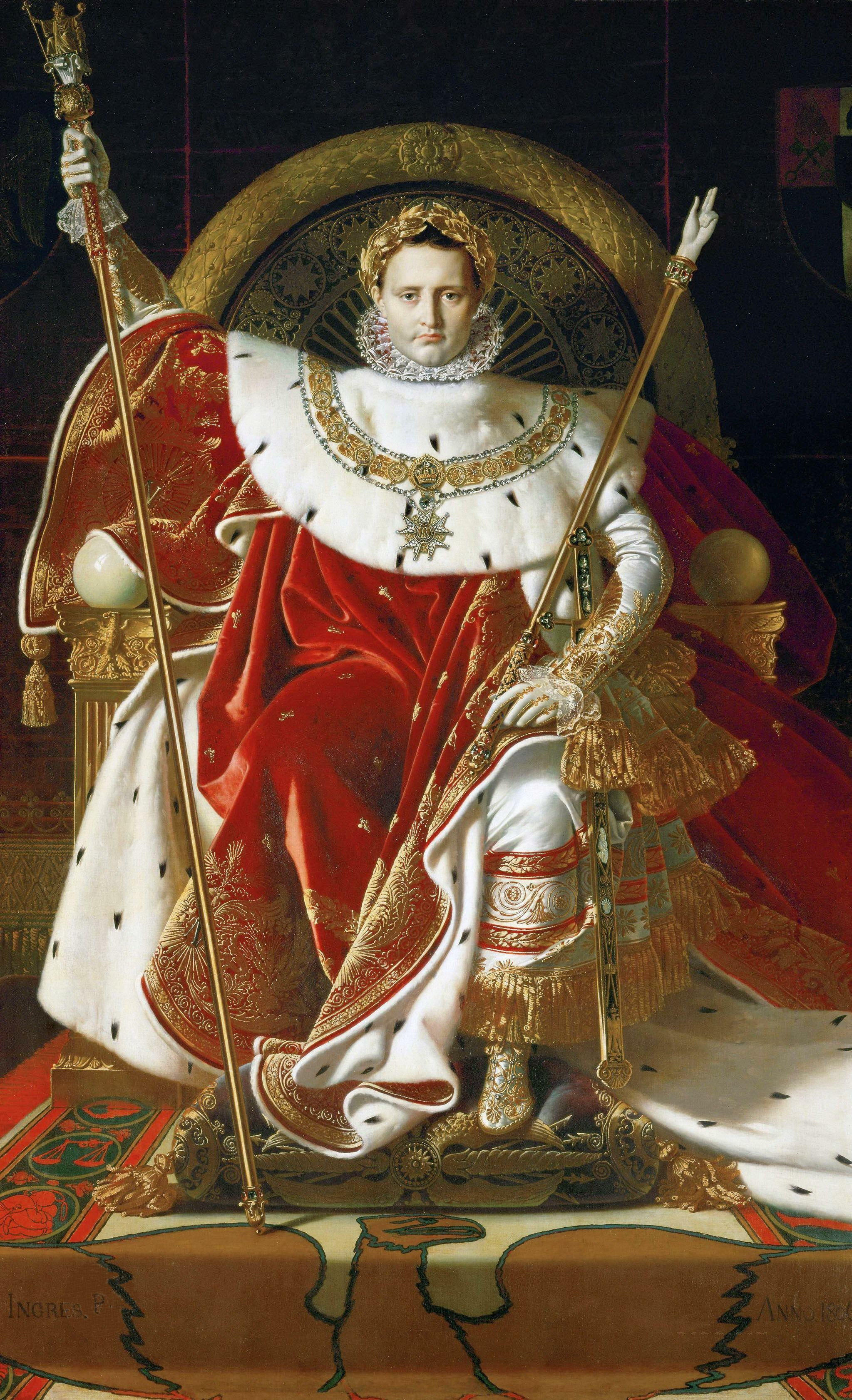
Napoléon sur son trône impérial, par Jean-Auguste-Dominique Ingres, 1806.

En Amérique latine, et en particulier dans les colonies espagnoles, la figure de Napoléon Ier est fondamentale. Au début du XIXe siècle, les guerres napoléoniennes font rage en Europe. En 1805, l'Espagne, alliée de l'Empire français, subit la rude défaite de Trafalgar et, privée de flotte, perd tout contact avec ses colonies. En 1807, le Portugal refusant d'appliquer le blocus continental, Napoléon décide d'envoyer ses troupes dans la péninsule, officiellement pour envahir le Portugal qui représente une faille notable dans son dispositif destiné à asphyxier l'Angleterre. L'invasion française déstabilise la Couronne espagnole, aggravant la crise de succession qui couve entre Charles IV et son fils Ferdinand. En 1808, l'empereur français en profite pour nommer son frère Joseph Bonaparte sur le trône, ce qui provoque le soulèvement du peuple espagnol contre ce qu'il considère comme une usurpation.
Tandis que l'Espagne s'affaiblit à cause des guerres en Europe à partir de 1808, des conflits commencent dans toute l'Amérique espagnole. Au Mexique commence la crise politique de 1808 (es) et le 19 avril 1810 à Caracas ainsi qu'en plusieurs autres endroits par la suite sont mises en place des juntes d'auto-gouvernement, donnant naissance aux guerres d'indépendance en Amérique du Sud.

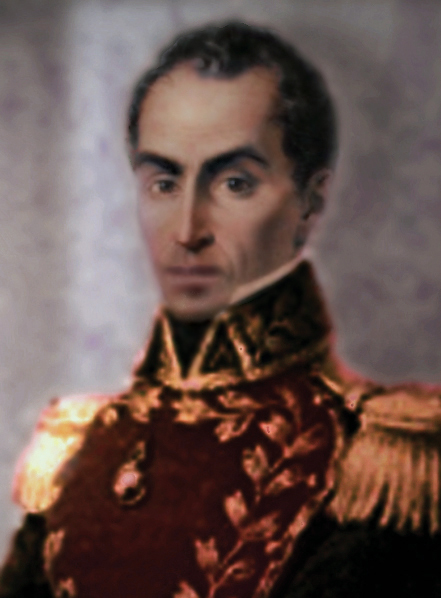
Portrait de Simón Bolívar.

Parmi les dirigeants indépendantistes, également appelés « libérateurs », figurent la plupart des « pères fondateurs » des actuels pays d'Amérique latine, tels que Simón Bolívar, José de San Martín, José Gervasio Artigas, Francisco de Paula Santander, Bernardo O'Higgins, Antonio José de Sucre, Miguel Hidalgo et José María Morelos.
Bolívar, l'un des chefs les plus éminents de l'émancipation sud-américaine, commence les guerres d'indépendance dans la Capitainerie générale du Venezuela et la vice-royauté de Nouvelle-Grenade. Parmi ses actions les plus remarquables sont la Campagne Admirable et son passage par la Jamaïque et Haïti. Dès 1818, la situation de l'armée espagnole au Venezuela devient intenable et plusieurs généraux espagnols sont contraints de retirer une partie de leurs forces de Nouvelle-Grenade pour vaincre Bolívar. La situation politique et militaire des indépendantistes est assez bonne de réfléchir à l'organisation d'un État, ce qui est réglé en 1819 lors du Congrès d'Angostura.
La libération de la Nouvelle-Grenade, la proclamation de la Grande Colombie et la présence des armées indépendantistes près de ses frontières force la mobilisation des armées royalistes de la Real audiencia de Quito. L'attention de la présidence de Quito se concentre sur le contrôle militaire des frontières septentrionales, ce qui laisse certains secteurs non protégés.

## La révolution

### Préparatifs

#### LaFragua de Vulcano

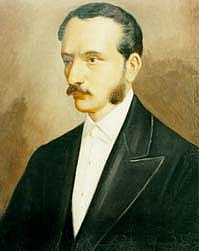
.

L'un des précurseurs de l'indépendance de Guayaquil est José de Antepara (es) qui, après avoir vécu en Europe et côtoyé des personnages avec des idéaux d'indépendance comme Francisco de Miranda, est de retour à Guayaquil durant l'année 1814 et établit rapidement des amitiés avec des partisans de l'émancipation comme José de Villamil et José Joaquín de Olmedo.
León de Febres Cordero (es), Luis Urdaneta (es) et Miguel de Letamendi (es), d'origine vénézuélienne, appartiennent au bataillon Numancia (es), mais leurs idées sont en faveur des révolutions émancipatrices. Ils sont expulsés et renvoyés à leur patrie. Le navire, qui devait débarquer au Venezuela, arrive à Guayaquil et y reste pendant plusieurs semaines, période pendant laquelle les militaires rencontrent plusieurs dirigeants ayant l'idée de libérer la province de Guayaquil.
Le 1er octobre 1820, Villamil et Antepara visitent la maison de Pedro Morlás, et après une conversation au cours de laquelle ils présentent leurs idéaux, Isabela Morlas, la fille de l'hôte, propose d'organiser un bal dont l'accès serait contrôlé par doña Ana Garaycoa de Villamil, épouse de José de Villamil. Tant Antepara que Villamil voient la proposition de la jeune fille comme une couverture parfaite pour préparer une révolution qui mettrait fin à la domination de l'Espagne, c'est pourquoi ils invitent plusieurs personnages qui partagent leurs idéaux d'indépendance, parmi lesquels José Joaquín de Olmedo, Gregorio Escobedo (es), le docteur Luis Fernando Vivero, Francisco de Paula Lavayen, José Rivas, Manuel de Fajardo, José Correa et les vénézuéliens Febres Cordero, Urdaneta et Letamendi,.
Dans la nuit du 1er octobre, à la suite de la réunion à laquelle sont invitées les familles les plus prestigieuses de la ville, l'hôte José de Villamil rassemble les invités que lui et Antepara (es) considèrent comme essentiels pour le succès de l'émancipation. Cette réunion est connue sous le nom de la Fragua de Vulcano (« la Forge de Vulcain ») et cette nuit-là le plan d'attaque contre plusieurs casernes royalistes commence à être conçu.

#### Organisation et planification

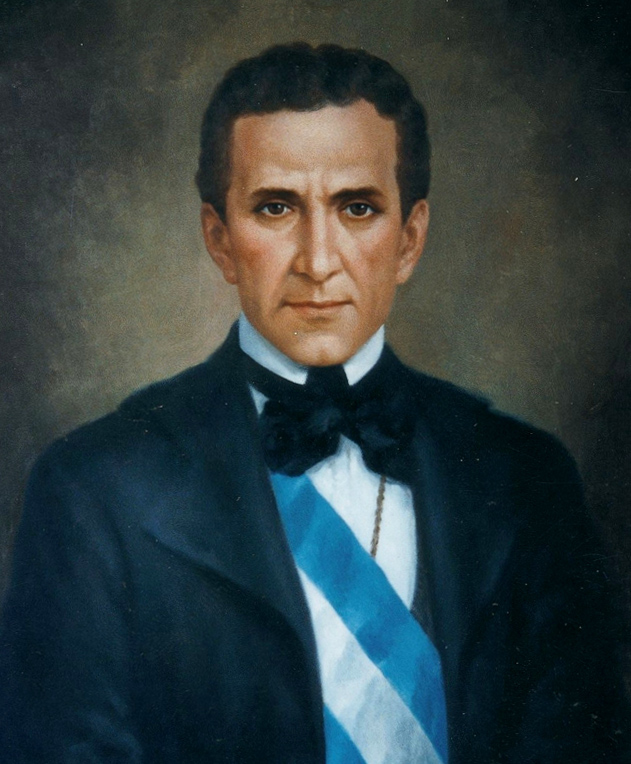
José Joaquín de Olmedo.

Le lundi 2 octobre se réunissent dans l'après-midi chez Villamil, Escobedo et Peña, qui sont respectivement les chefs des bataillons Granaderos de Reserva et Milicias. Ils réaffirment leur attachement à la cause de l'indépendance. Leurs tentatives de rallier de leur cause les soldats de l’Escuadrón de Artillería et du bataillon de cavalerie Daule sont difficiles car leurs commandants sont espagnols, mais les deux hommes n'écartent pas la possibilité de convaincre la troupe grâce à l'intervention des sergents Álvarez Vargas et Pavón, des sympathisants.
Par ailleurs il est recherché un leadeur pour la révolution, ce qui est d'abord proposé le colonel Jacinto Bejarano, puis le lieutenant-colonel José Carbo y Unzueta. Cependant, il est plus tard pensé à José Joaquín de Olmedo. Les deux premiers sont écartés, pour diverses raisons, et Villamil est chargé de rendre visite à Olmedo.
Le lendemain, mardi 3 octobre, durant la visite de Villamil à Olmedo, ce dernier refuse l'offre, arguant que le poste devait revenir à un militaire et qu'en tant que poète il ne pourrait apporter que peu. Toutefois, il assure de sa sympathie totale envers la révolution et de sa volonté d'aider de quelque façon que nécessaire. Durant une autre réunion avec Villamil est pensé au colonel Rafael Ximena (es), qui est consulté par Villamil le lendemain.
Cependant, le mercredi 4 octobre, Ximena, qui, bien que sympathique aux idées émancipatrices, s'excuse et rejette la proposition de Villamil parce qu'il doit son éducation à la Couronne, étant lui-même d'ascendance noble. Ainsi, participer activement en tant que chef de file du mouvement serait vu par lui comme une trahison de la terre de ses ancêtres qu'il a suivis dans la carrière des armes. Le même jour est obtenue la participation du capitaine Damián Nájera de l'escadron de cavalerie Daule.
Le jeudi 5 octobre, les esprits de plusieurs membres du mouvement sont assombris par plusieurs facteurs. León de Febres Cordero (es), craignant le découragement ceux qui sont impliqués dans l'affaire, prononce un discours dans lequel il déclare notamment : « Au nom de l'Amérique, j'exhorte mes collègues à ne pas manquer une occasion si favorable de rendre un grand service aujourd'hui même en lançant la province de Guayaquil vers la révolution. ». Après cela, Febres Cordero prend un leadership certain.
Le vendredi 6 octobre, Villamil s'entretient avec Loro Francisco, copropriétaire avec Luzarraga de la goélette Alcance afin qu'il retarde un peu le départ du navire vers Panama, en attendant le résultat de l'action qui est programmée. Après l'acceptation de Loro, il rend visite à Luzarraga, qui donne également une réponse positive, mais ne lui dit pas toute la vérité car il est espagnol. Ainsi, Villamil demande de retarder le départ de Loro, qui est le capitaine du navire, afin qu'il puisse assister à la réception qu'il donnera chez lui le 8 octobre, officiellement pour célébrer sa nomination au poste de Procurador General.

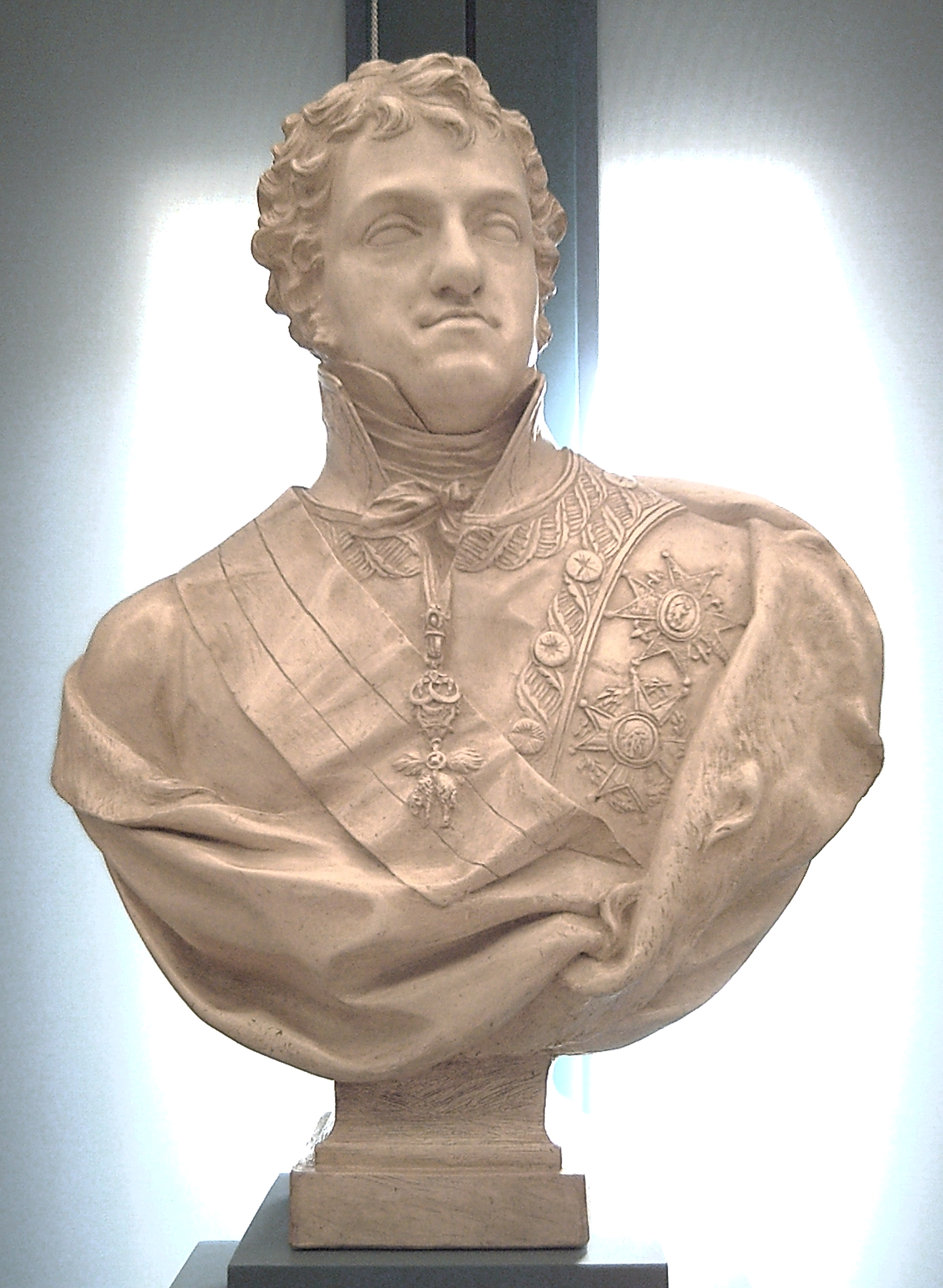
Buste officiel du roi Ferdinand VII d'Espagne, par Francisco Elías Vallejo (Académie royale des beaux-arts de San Fernando, Madrid).

Certaines préoccupations sont ressenties chez les indépendantistes le samedi 7 octobre, à cause de la rumeur selon laquelle le père Querejasú de l'église de San Francisco Pascual a alerté Pascual Vivero sur la révolution à venir. Cela divise les conspirateurs en deux camps, le premier partisan d'effectuer le plus rapidement possible la révolution, et le seconde enclin à attendre une meilleure occasion, après le calme soit revenu. Le premier groupe comprend Febres Cordero, qui fait à nouveau pencher la balance en sa faveur. Après le discours, la révolution reprend son cours, et il est décidé de faire une dernière réunion le 8 chez Villamil dans l'après-midi, profitant de la réception offerte ce jour-là.
Le dimanche 8 octobre 1820, tous les conjurés sont réunis à 16 heures. Une heure et demie est entendu un appel de clairon correspondant aux officiers des Granaderos de Reserva. Escobedo suposse que le capitaine Vargas a lancé l'appel, et va au rapport. Après quelques instants, il apprend qu'il y a eu un conseil de guerre dans la maison du gouverneur Vivero, qui a décidé de prendre des mesures au cas où les rumeurs avait quelque fondement, et l'escadron alors a été déployé sur les quais. Cependant, l'ambiance vacille lorsque les plans doivent apparemment être changés de façon substantielle. Les officiers se dirigent vers les Granaderos, et les trois vénézuéliens se retirent pour capter les impressions de la rue avant de revenir. Les craintes s'éloignant de voir les Granaderos de Reserva se diriger en peu de temps vers son quartier général, Escobedo rejoint Villamil à 22h30 pour savoir si tout est prêt et réglé.
À deux heures du demain se réunissent à son quartier général un grand nombre d'adhérents à la cause. Lors de la séparation Escobedo assure Villamil que le triomphe sera complet, ajoutant qu'aucune goutte de sang ne serait versé, car il n'y avait personne contre qui se battre.

### Le 9 octobre 1820
L'effectif des armées royalistes stationnés dans la ville est d'environ 1500, qui est distribué comme suit : 600 soldats du bataillon Granaderos de Reserva, 500 soldats de l'escadron de cavalerie Daule, 200 hommes du bataillon de Milicias Urbanas, 200 soldats des Brigadas de Artillería et 350 soldats dans les 7 canonnières qui stationnent sur les quais. Cependant, les officiers favorables au mouvement sont Gregorio Alvarez Escobedo et Hilario des grenadiers, Damian Nájera de la brigade d'artillerie, José Peña du bataillon de la milice urbaine et enfin les sergents Vargas et Pavón Daule de l'escadron de cavalerie, assurant 70 % des effectifs de la place.
Par conséquent, les manœuvres consistent à prendre l'escadron de cavalerie Daule et les entrepôts d'explosifs de la brigade d'artillerie, annulant parallèlement la résistance des troupes qui accompagnent à la fois Joaquin Magallar, commandant des grenadiers, et Benito Garcia del Barrio, premier chef de bataillon de grenadiers de réserve. Les hommes des bateaux, commandée par Joaquin Villalba, ne sont pas pris en compte, car ils étaient de la veille en dehors du port, et l'occasion de résoudre ce problème se présenterait si la révolution était couronnée de succès. Et tout se passe comme prévu.
Durant la nuit du dimanche 8 octobre et le matin du lundi 9, León de Febres Cordero (es) et Najera se rendent chez le commandant espagnol Torres Valdivia sur le prétexte de l'inviter à un jeu de cartes. Une fois sur place, il est neutralisé et maintenu temporairement en captivité en lui expliquant que c'est le seul moyen de l'empêcher d'intervenir contre le mouvement indépendantiste et que, compte tenu de leurs estimations, ils avaient préféré éviter une dangereuse confrontation avec lui. Febres Cordero prend les clés du parc de Torres Valdivia et rejoint les grenadiers. Avec 50 hommes, il se rend à la brigade d'artillerie, et après avoir surpris en enfermé l'officier de service, prend possession des lieux. La troupe est déployée, saluant la cause révolutionnaire.
Pendant ce temps, Urdaneta, avec 25 hommes des grenadiers et de nouveaux jeunes guayaquileños ainsi que la complicité des sergents Vargas et Pavon, prennent le contrôle de l'escadron de cavalerie Daule, mais pas sans une fusillade avec Magallar et ses hommes, qui, se rendant compte de ce qui se passe, essaye de l'arrêter, mourant dans l'affrontement,. Après cette action, Urdaneta envoie le commandant Matías Tirapeguí, qui s'est prononcé en faveur du mouvement, à la Batería de las Cruces, avec la moitié de l'escadron de cavalerie, dans le but de le prendre.
Le dernier acte a eu lieu dans la résidence du colonel Benito García del Barrio, premier chef des grenadiers de réserve, qui est arrêté par le lieutenant Hilario Álvarez alors qu'il dormait.
Le matin du 9 octobre 1820, la ville de Guayaquil a obtenu son indépendance de l'Espagne et avec elle commence la guerre d'indépendance de ce qui est aujourd'hui la République d'Équateur.

## Conséquences

### Province Libre de Guayaquil

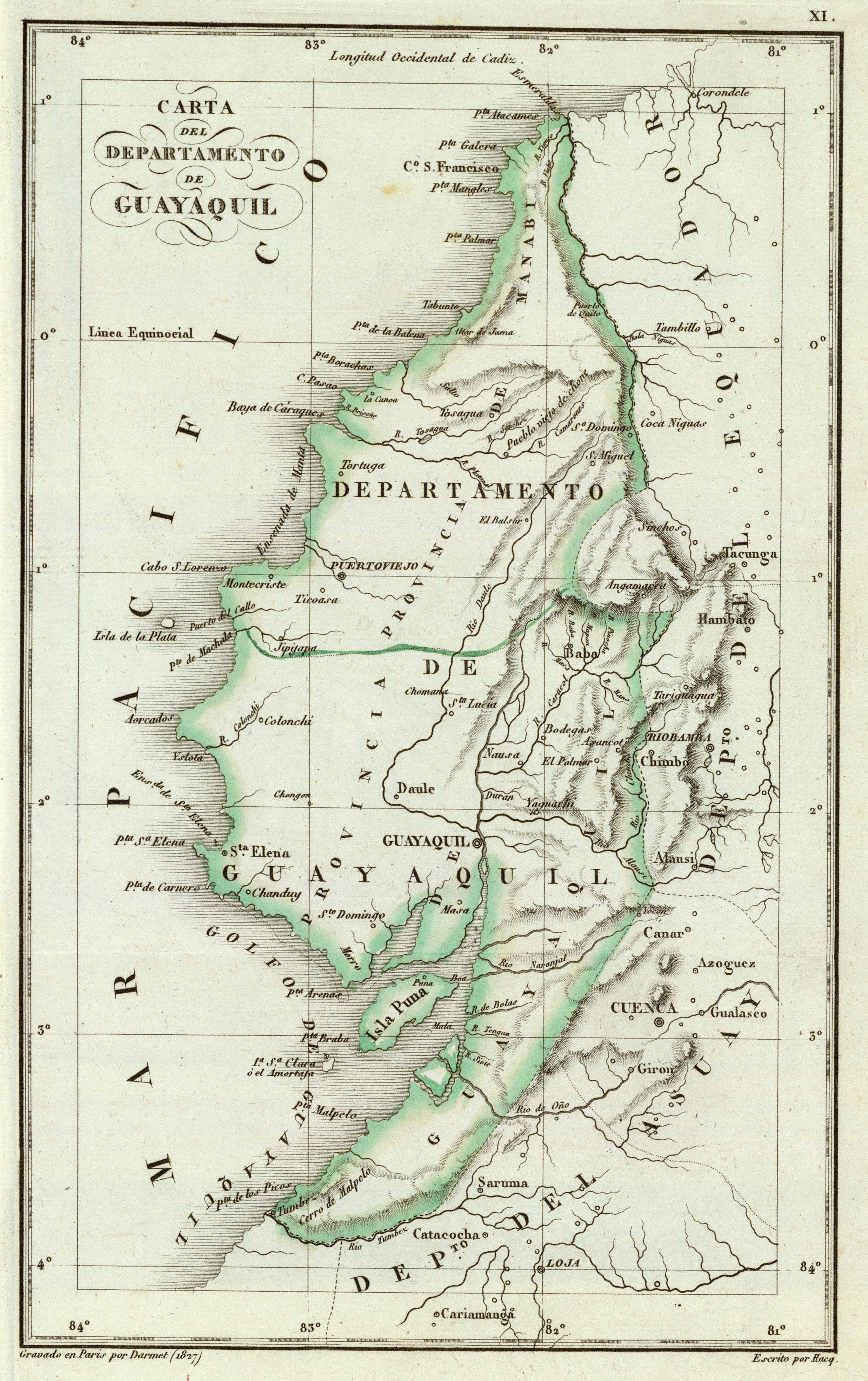
Extension territoriale de la Province Libre de Guayaquil, intégrée par la suite à la Grande Colombie.

Après la révolution du 9 octobre 1820, la ville de Guayaquil est libéré de la domination espagnole, mais pas sa province. L'indépendance de différentes villes est rapidement obtenue, comme le village de Samborondón le 10 octobre, Daule le 11 octobre ou Naranjal le 15 octobre.
Le 8 novembre 1820, 57 représentants de tous les villages qui forment la province de Guayaquil sont convoqués à la mairie de la ville où il est proclamé la naissance d'un nouvel État connu sous le nom de Province Libre de Guayaquil et élu comme président de celui-ci le Dr José Joaquín de Olmedo,. Après cela est adopté le Reglamento Provisorio de Gobierno (es) qui sert de constitution au nouvel État.
Cependant, les villes de Quito et Cuenca demeurent sous la domination espagnole, ce qui pourrait signifier un danger pour la récente indépendance de Guayaquil. Ainsi, Olmedo met en place une armée connue sous le nom de División Protectora de Quito chargée de veiller à la sécurité de la Province Libre de Guayaquil et libérer les autres villes qui composent la Real audiencia de Quito.

### Guerre d'indépendance
La División Protectora de Quito (es) lance une campagne dans le but de libérer toute la Province Libre de Guayaquil, obtenant une victoire lors de la bataille de Camino Real, mais se trouve bientôt dans une situation délicate après avoir été battue lors des batailles de Huachi et Tanizahua. José Joaquín de Olmedo demande une aide militaire à la Grande Colombie pour défendre la ville et de libérer la Real audiencia de Quito.

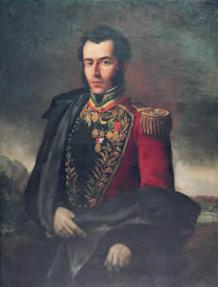
Antonio José de Sucre.

Bolívar envoie à Guayaquil son meilleur général, Antonio José de Sucre au début de l'année 1821 en remplacement du général José Mires. Sucre arrive le 6 mai 1821 avec quelque 650 soldats colombiens qui s'ajoutent aux 1 400 soldats guayaquileños. Les instructions Sucre sont les suivantes : prendre le commandement des troupes qui se trouvent à Guayaquil, assurer l'incorporation de la province à la Colombie et préparer en liaison avec le Liberator les opérations de qui contribueraient à libérer Quito.
Sucre signe un accord avec le gouvernement de Guayaquil et place ses troupes à Samborondón et Babahoyo pour interdire l'entrée de la province aux royalistes. Le 17 juillet 1821, un soulèvement anticolombien et pro-réaliste survient, qui est réprimé avec succès. Les royalistes, ayant connaissance de la rébellion, tentent de l'appuyer. Le gouverneur Aymerich se dirige vers le sud avec 2 000 hommes, tandis que le colonel Gonzalez marche de Cuenca à Guayaquil, menaçant les communications de Sucre qui s'avance pour combattre Aymerich. Conscient du mouvement de Gonzalez, Sucre se retire pour l'affronter et le battre le 19 août lors de la bataille de Yaguachi.
La victoire obtenue lors de la bataille de Yaguachi signifie l'indépendance totale de la province de Guayaquil. Sucre retourne dans le Nord pour faire face à Aymerich, mais celui-ci s'est retiré vers le nord. L'armée patriote poursuit les royalistes poursuivait sur un long chemin, mais la situation politique à Guayaquil force Sucre à y retourner. Les campagnes d'indépendance continuent dans la région inter-andine et se concluent le 24 mai 1822 par la bataille de Pichincha, qui assure la libération de la totalité de l'ancienne Real audiencia de Quito.